# Sportklub Rapid 2012-2013
Questa pagina raccoglie i dati riguardanti lo Sportklub Rapid nelle competizioni ufficiali della stagione 2012-2013.

## Stagione
L'esordio ufficiale avviene il 15 luglio 2012 ad Heiligenkreuz im Lafnitztal, contro la locale formazione, in un incontro valido per il primo turno della ÖFB-Cup 2012-2013. Il campionato parte invece il 21 luglio, con la partita in casa contro il Wacker Innsbruck, conclusasi con la vittoria del Rapid per 4-0.
In Europa League, i bianco-verdi esordiscono il 2 agosto a Novi Sad, affrontando il Vojvodina nell'andata del terzo turno preliminare. In quest'occasione il Rapid rimedia la prima sconfitta stagionale, dopo tre vittorie nelle prime tre gare ufficiali, perdendo 2-1. L'unico precedente con i serbi risale alla Coppa Mitropa 1957: in quell'occasione il Rapid vinse 3-0 la gara d'andata in casa e perse poi 4-1 al ritorno in Jugoslavia, rinunciando poi a disputare lo spareggio per il timore che suscitava il "caloroso" pubblico locale e lasciando quindi via libera al Vojvodina per la finale. La settimana successiva, il Rapid vince 2-0 la gara di ritorno qualificandosi per i play-off della competizione. Qui ha la meglio sui greci del PAOK, sconfiggendoli 3-0 a Vienna dopo aver perso l'andata in trasferta (2-1).
Il 5 agosto va in scena il primo derby stagionale, nel quale il Rapid viene sconfitto 3-0 a domicilio dall'Austria Vienna. La settimana successiva i bianco-verdi espugnano Salisburgo per la prima volta dopo 4 anni, superando i campioni d'Austria in carica per 2-0. Dopo una vittoria sullo Sturm Graz, il cammino in campionato viene interrotto dal neoporomosso Wolfsberger, che il 26 agosto sconfigge 1-0 il Rapid davanti al pubblico della Lavanttal-Arena. Quindi, i viennesi superano nettamente il Mattersburg, prima di pareggiare a reti inviolate contro l'Admira Wacker Mödling. Alla nona ed alla decima giornata il Rapid coglie due vittorie consecutive in trasferta, contro Ried e Wacker Innsbruck.
Il 20 settembre il Rapid debutta nella fase a gironi di Europa League, ospitando il Rosenborg che s'impone 2-1. Nel secondo turno di coppa d'Austria, il 26 settembre, espugna Allerheiligen vincendo 4-1 e qualificandosi per gli ottavi di finale della competizione. Poi, il 4 ottobre, nella trasferta di Charkiv arriva la sconfitta per 2-0 contro il Metalist.
La striscia di vittorie in campionato si interrompe il 7 ottobre al Gerhard Hanappi Stadion. Il 21 ottobre nel derby della 12ª giornata arriva un'altra sconfitta, questa volta per 2-0; seguita dallo 0-4 casalingo contro il Bayer Leverkusen. Una settimana più tardi arriva invece la seconda vittoria contro il Salisburgo, sempre per 2-0. Il mese si chiude con la vittoria contro l'Altach (4-2 dopo i tempi supplementari) che qualifica il club ai quarti di finale di ÖFB-Cup, dove affronterà una formazione di Regionalliga, il Pasching.
Novembre si apre con due sconfitte consecutive, che allontanano ulteriormente la squadra dalla vetta. A Graz lo Sturm si impone 2-1, in settimana a Leverkusen arriva la quarta sconfitta consecutiva in Europa (3-0), quindi l'11 novembre il Wolfsberger espugna Vienna con un netto 2-0. Da qui in poi tuttavia il Rapid colleziona quattro vittorie consecutive in Bundesliga, partendo il 17 novembre a Mattersburg (3-0) e proseguendo a Maria Enzersdorf (2-0). Nel mezzo, la trasferta a Trondheim in Europa League, una sconfitta 3-2 contro il Rosenborg.
Il 1º dicembre, 18ª giornata d'andata, a Vienna va in scena il confronto col Ried, terminato 4-3 e la settimana seguente il Rapid supera anche il Wacker Innsbruck (2-1). Il 6 dicembre nell'ultima partita di Europa League i bianco-verdi ottengono i primi 3 punti battendo il Metalist 1-0 all'Ernst Happel Stadion.
L'ultima partita di campionato prima della pausa invernale vede invece i bianco-verdi sconfitti a Wiener Neustadt per 1-0, chiudendo al 3º posto con 38 punti, a tre lunghezze dal Salisburgo e 10 dall'Austria Vienna campione d'inverno. Proprio la sfida contro i Violette ha riaperto la stagione il 17 febbraio, con un altro successo (2-1) dei rivali cittadini. La settimana successiva, nella trasferta di Salisburgo, il Rapid in rimonta ottiene un pareggio per 3-3.
Il 17 aprile 2013 il Rapid viene eliminato dalla coppa d'Austria, dopo aver perso in casa per 0-1 contro il Pasching, che accede sorprendentemente alle semifinali. In seguito a questa sconfitta l'allenatore Schöttel viene esonerato. Il suo posto è occupato ad interim da Zoran Barišić, tecnico della squadra Amateure, sino al termine della stagione. Barišić aveva già ricoperto questo incarico al termine della stagione 2010-2011 e viene assistito dall'ex-calciatore biancoverde Carsten Jancker, suo vice. Il tecnico esordisce nel derby del 21 aprile, con un pareggio per 2-2 in un Franz Horr Stadion esaurito. Sabato 27 aprile, nell'esordio casalingo del nuovo allenatore, il Salisburgo si impone per 3-1 in rimonta.
La stagione si chiude il 26 maggio con il successo 3-0 sul Ried. Il Rapid Vienna chiude al 3º posto in campionato, qualificandosi per l'edizione 2013-2014 dell'Europa League.

## Maglie e sponsor
Per la stagione 2012-2013 lo sponsor tecnico è Adidas, mentre lo sponsor ufficiale è Wien Energie. I partner ufficiali sono OMV (petroli), Orange (telefonia), VISA Cardcomplete (servizi finanziari), Ottakringer (birrificio), M-Line, Erste Bank e T-Mobile (attraverso il marchio austriaco tipp3).

## Organigramma societario
Area direttiva
- Presidente:  Rudolf Edlinger
- Vice Presidente:  Siegfried Menz
- Responsabile finanziario:  Johann Smolka
 Helmut Nahlik
- Direttore Generale:  Werner Kuhn

Area organizzativa
- Segretario generale:  Nikolaus Rosenauer
- Team manager:  Gaby Fröschl

Area comunicazione
- Addetto stampa:  Peter Klinglmüller

Area marketing
- Ufficio marketing:  Markus Blümel
 Rainer Karutz

Area tecnica
- Direttore sportivo:  Stefan Ebner
- Allenatore:  Peter Schöttel
- Allenatore in seconda:  Thomas Hickersberger
 Dritan Baholli
- Fisioterapista:  Günther Karrer
- Preparatore dei portieri:  Raimund Hedl

## Rosa
Aggiornata al 25 gennaio 2013.
| N. |                        | Ruolo | Calciatore        |
| -- | ---------------------- | ----- | ----------------- |
| 1  | Slovacchia (bandiera)  | P     | Ján Novota        |
| 4  | Austria (bandiera)     | D     | Thomas Schrammel  |
| 6  | Austria (bandiera)     | D     | Mario Sonnleitner |
| 7  | Austria (bandiera)     | C     | Stefan Kulovits   |
| 8  | Finlandia (bandiera)   | C     | Markus Heikkinen  |
| 9  | Stati Uniti (bandiera) | A     | Terrence Boyd     |
| 11 | Germania (bandiera)    | C     | Steffen Hofmann   |
| 14 | Austria (bandiera)     | D     | Markus Katzer     |
| 16 | Austria (bandiera)     | C     | Boris Prokopič    |
| 20 | Austria (bandiera)     | C     | Muhammed Ildiz    |
| 21 | Austria (bandiera)     | A     | Louis Schaub      |
| 22 | Croazia (bandiera)     | P     | Marko Marić       |
| 23 | Austria (bandiera)     | C     | Thomas Prager     |

| N. |                       | Ruolo | Calciatore              |
| -- | --------------------- | ----- | ----------------------- |
| 24 | Austria (bandiera)    | A     | Marcel Sabitzer         |
| 25 | Austria (bandiera)    | C     | Dominik Wydra           |
| 26 | Austria (bandiera)    | A     | Lukas Grozurek          |
| 27 | Austria (bandiera)    | D     | Harald Pichler          |
| 28 | Austria (bandiera)    | A     | Christopher Trimmel     |
| 30 | Austria (bandiera)    | A     | Guido Burgstaller       |
| 31 | Austria (bandiera)    | P     | Lukas Königshofer       |
| 32 | Montenegro (bandiera) | C     | Branko Bošković         |
| 33 | Austria (bandiera)    | A     | Deni Alar               |
| 34 | Austria (bandiera)    | A     | Dominik Starkl          |
| 35 | Brasile (bandiera)    | D     | Gerson                  |
| 36 | Austria (bandiera)    | D     | Michael Schimpelsberger |

## Calciomercato

### Sessione estiva
| Arrivi | Arrivi         | Arrivi            | Arrivi        |
| R.     | Nome           | da                | Modalità      |
| ------ | -------------- | ----------------- | ------------- |
| P      | Thomas Dau     | First Vienna      | fine prestito |
| D      | Gerson         | Kapfenberger      | definitivo    |
| C      | Muhammed Ildiz | Wacker Innsbruck  | fine prestito |
| A      | Terrence Boyd  | Borussia Dortmund | definitivo    |

| Partenze | Partenze            | Partenze         | Partenze                         |
| R.       | Nome                | a                | Modalità                         |
| -------- | ------------------- | ---------------- | -------------------------------- |
| P        | Helge Payer         | Kallonī          | fine contratto                   |
| D        | Ragnvald Soma       | Nordsjælland     | fine contratto                   |
| D        | Jürgen Patocka      | Austria Lustenau | fine contratto                   |
| D        | Christian Thonhofer | Wolfsberger      | definitivo                       |
| C        | Christoph Saurer    | Wacker Innsbruck | definitivo                       |
| A        | Thomas Fröschl      | Wiener Neustadt  | prestito                         |
| A        | René Gartler        | Ried             | definitivo                       |
| A        | Atdhe Nuhiu         | Eskişehirspor    | prestito con diritto di riscatto |

### Sessione invernale
| Arrivi | Arrivi          | Arrivi           | Arrivi     |
| R.     | Nome            | da               | Modalità   |
| ------ | --------------- | ---------------- | ---------- |
| C      | Marcel Sabitzer | Admira Wacker M. | definitivo |
| C      | Branko Bošković | D.C. United      | definitivo |

| Partenze | Partenze           | Partenze       | Partenze   |
| R.       | Nome               | a              | Modalità   |
| -------- | ------------------ | -------------- | ---------- |
| P        | Thomas Dau         | Mattersburg    | definitivo |
| D        | Brian Behrendt     | Horn           | prestito   |
| C        | Christopher Drazan | Kaiserslautern | definitivo |
| C        | Kristijan Dobras   | Grödig         | prestito   |

## Risultati

### Fußball-Bundesliga

#### Girone d'andata
| Arbitro: | Harkam |

|                                          |           |  |
| Boyd 4’ Kulovits 20’ Drazan 56’ Boyd 71’ | Marcatori |  |

| Arbitro: | Ouschan |

|  |           |                 |
|  | Marcatori | 54’ Sonnleitner |

| Arbitro: | Grobelnik |

|  |           |                              |
|  | Marcatori | 38’ 52’ Kienast 83’ Šimkovič |

| Arbitro: | Eisner |

|  |           |                       |
|  | Marcatori | 26’ Alar 75’ Grozurek |

| Arbitro: | Drachta |

|                                      |           |  |
| Burgstaller 15’ Alar 57’ Hofmann 70’ | Marcatori |  |

| Arbitro: | Hameter |

|             |           |  |
| Baldauf 18’ | Marcatori |  |

| Arbitro: | Schüttengruber |

|                               |           |  |
| Boyd 12’ Trimmel 49’ Boyd 66’ | Marcatori |  |

| Vienna 15 settembre 2012, ore 18:30 CEST 8ª giornata | Rapid Vienna | 0 – 0 referto | Admira Wacker Mödling | Gerhard Hanappi (15 885 spett.)\| Arbitro: \| Harkam \| |
| Arbitro:                                             | Harkam       |               |                       |                                                         |

| Arbitro: | Schörgenhofer |

|  |           |                             |
|  | Marcatori | 31’ Burgstaller 84’ Trimmel |

| Arbitro: | Muckenhammer |

|  |           |                         |
|  | Marcatori | 48’ Katzer 86’ Grozurek |

| Arbitro: | Dintar |

|          |           |              |
| Boyd 86’ | Marcatori | 10’ Rakowitz |

| Arbitro: | Lachner |

|                |           |  |
| Gorgon 29’ 51’ | Marcatori |  |

| Arbitro: | Harkam |

|                      |           |  |
| Hofmann 11’ Boyd 47’ | Marcatori |  |

| Arbitro: | Hameter |

|                      |           |                 |
| Sukuta 38’ Kainz 47’ | Marcatori | 67’ Burgstaller |

| Arbitro: | Eisner |

|  |           |             |
|  | Marcatori | 6’ 48’ Falk |

| Arbitro: | Schörgenhofer |

|  |           |                      |
|  | Marcatori | 5’ 30’ Alar 38’ Boyd |

| Arbitro: | Krassnitzer |

|  |           |                                 |
|  | Marcatori | 70’ (rig.) Alar 90’ Burgstaller |

| Arbitro: | Harkam |

|                                  |           |                                                |
| Boyd 26’ Alar 45’ 58’ (rig.) 80’ | Marcatori | 34’ Gartler 84’ (rig.) Hadžić 90+2’ Grössinger |

#### Girone di ritorno
| Arbitro: | Eisner |

|                   |           |                        |
| Alar 44’ Boyd 51’ | Marcatori | 43’ (aut.) Sonnleitner |

| Arbitro: | Prammer |

|           |           |  |
| Tadić 45’ | Marcatori |  |

| Arbitro: | Grobelnik |

|             |           |                 |
| Trimmel 20’ | Marcatori | 27’ 54’ Hosiner |

| Arbitro: | Hameter (10 405) |

|                                             |           |                                         |
| Kampl 1’ Soriano 69’ (rig.) Hinteregger 86’ | Marcatori | 48’ Boyd 82’ Burgstaller 90+1’ Sabitzer |

| Arbitro: | Schörgenhofer |

|              |           |                 |
| Bošković 29’ | Marcatori | 60’ Vujadinović |

| Arbitro: | Eisner |

|                            |           |                 |
| Topčagić 16’ Thonhofer 35’ | Marcatori | 10’ Burgstaller |

| Arbitro: | Harkam |

|                   |           |                        |
| Boyd 60’ Alar 67’ | Marcatori | 20’ Bürger 50’ Gartner |

| Arbitro: | Ouschan |

|             |           |               |
| Pichler 53’ | Marcatori | 57’ Ouedraogo |

| Arbitro: | Schörgenhofer |

|                                    |           |             |
| Gartler 5’ Meilinger 45’ Nacho 53’ | Marcatori | 9’ 90’ Alar |

| Arbitro: | Muckenhammer |

|                |           |          |
| Perstaller 82’ | Marcatori | 66’ Boyd |

| Arbitro: | Eisner |

|                     |           |  |
| Katzer 49’ Alar 57’ | Marcatori |  |

| Arbitro: | Harkam |

|             |           |                       |
| Jun 27’ 56’ | Marcatori | 53’ Alar 66’ Sabitzer |

| Arbitro: | Drachta |

|          |           |                         |
| Alar 63’ | Marcatori | 65’ 70’ Alan 90’ Švento |

| Arbitro: | Schörgenhofer |

|           |           |                                        |
| Hölzl 13’ | Marcatori | 7’ Sabitzer 65’ Sonnleitner 90’ Starkl |

| Vienna 11 maggio 2013, ore 18:30 CEST 33ª giornata | Rapid Vienna | 0 – 0 referto | Wolfsberger | Gerhard Hanappi (13 900 spett.)\| Arbitro: \| Hameter \| |
| Arbitro:                                           | Hameter      |               |             |                                                          |

| Arbitro: | Schüttengruber |

|                           |           |  |
| Bürger 53'’ Klemen 90'+2’ | Marcatori |  |

| Arbitro: | Drachta |

|  |           |                      |
|  | Marcatori | 5’ Trimmel 59’ Wydra |

| Arbitro: | Ouschan |

|                         |           |  |
| Schaub 20’ 49’ Boyd 88’ | Marcatori |  |

### Coppa d'Austria
| Arbitro: | Eisner |

|  |           |                                                                  |
|  | Marcatori | 33’ (rig.) Hofmann 52’ Grozurek 59’ 71’ Burgstaller 73’ Grozurek |

| Arbitro: | Krassnitzer |

|            |           |                                                    |
| Kulnik 47’ | Marcatori | 49’ Sonnleitner 78’ Alar 88’ Dobras 90' + 2'’ Alar |

| Arbitro: | Prammer |

|                                                |           |                              |
| Sonnleitner 5’ Boyd 73’ Ildiz 104’ Prager 114’ | Marcatori | 37’ (rig.) Aigner 42’ Netzer |

| Arbitro: | Kollegger |

|  |           |                   |
|  | Marcatori | 61’ Diaz-Casanova |

### Europa League

#### Preliminari
| Arbitro: | Kuchin |

|                            |           |             |
| Oumarou 70’ Bojović 90'+4’ | Marcatori | 90'+6’ Alar |

| Arbitro: | Malek |

|                                |           |  |
| Alar 90'+1’ (rig.) Boyd 90'+8’ | Marcatori |  |

| Arbitro: | Marriner |

|                               |           |          |
| Athanasiadis 69’ Katsikas 83’ | Marcatori | 25’ Alar |

| Arbitro: | Clos Gómez |

|                                 |           |  |
| Alar 31’ Boyd 48’ Hofmann 90+3’ | Marcatori |  |

#### Fase a gironi
| Arbitro: | Todorov |

|            |           |                            |
| Katzer 66’ | Marcatori | 18’ Elyounoussi 60’ Dorsin |

| Arbitro: | Masiah |

|                              |           |  |
| Edmar 66’ Cleiton Xavier 80’ | Marcatori |  |

| Arbitro: | Teixeira Vitienes |

|  |           |                                                 |
|  | Marcatori | 37’ Wollscheid 56’, 90'+1’ Castro 58’ Bellarabi |

| Arbitro: | Kovařik |

|                                       |           |  |
| Hegeler 4’ Schürrle 53’ Friedrich 66’ | Marcatori |  |

| Arbitro: | Mažeika |

|                                        |           |                        |
| Chibuike 28’ Elyounoussi 76’ Prica 80’ | Marcatori | 54’ Schrammel 65’ Boyd |

| Arbitro: | Kaasik |

|          |           |  |
| Alar 13’ | Marcatori |  |